# Гаврилов, Андрей Юрьевич
Андре́й Ю́рьевич Гаври́лов (род. 27 января 1952, Ленинград) — советский и российский музыкальный журналист, музыкальный издатель, диктор, синхронный переводчик фильмов с английского и французского языков. С середины 1980-х годов является одним из самых известных и продуктивных переводчиков.

## Биография
Родился 27 января 1952 года в Ленинграде в семье Юрия Александровича Гаврилова (ум. 1965), газетного журналиста и автора книги «Барселона, Толедо, Мадрид». Есть сестра.
После окончания Московского государственного института международных отношений МИД СССР распределился на работу в ТАСС, где проработал десять лет как международный журналист.
В 1980-х годах писал статьи о западной рок-музыке как для газет и журналов, так и для аннотаций к грампластинкам фирмы «Мелодия». В конце десятилетия, уже во время перестройки, он стал известен как автор идеи и составитель серии грампластинок «Архив популярной музыки», к каждой из которых он писал сопроводительные аннотации (см. статьи в категории «Архив популярной музыки»).
Также широко известна переписка Гаврилова с ленинградским писателем и журналистом Александром Житинским. В конце 1980-х годов она публиковалась на страницах ленинградского журнала «Аврора» в рамках авторской рубрики Житинского, а впоследствии вошла в его книгу «Записки рок-дилетанта».
В 1993 году анонсировал «Горячую десятку MTV» на 1-м канале Останкино во время программы «МузОбоз».
С 1998 по 2001 и с 2003 по 2013 год в прямом эфире переводил церемонии вручения премий «Оскар» на телеканале «НТВ-Плюс Мир кино» и на «Первом канале» (в 1998—2001 и 2010—2013 годах — вместе с Юрием Сербиным). Также был голосом прокатной компании Вест Видео.
В период с осени 2007 по весну 2008 года Гаврилов сотрудничал с московской радиостанцией «Кино FM» в качестве ведущего нескольких цикловых программ — «Последний киногерой», «Саундтрек-дэйли» и других.
С 7 мая 2008 по 18 февраля 2024 года сотрудничал с «Радио Свобода», вместе с Иваном Толстым вёл программу «Поверх барьеров», позже — «Алфавит инакомыслия».
С сентября 2014 по февраль 2022 года — на радио «Серебряный дождь», вёл программы «Вокруг света за 8 000 песен» (2014—2016), «Вчера, сегодня, завтра» (2017—2018), «Кино и музыка» (2018—2022) и «Искусство радио» (2020).
С 2015 по 2017 год озвучивал анонсы на телеканале «24 Док».
В 2020 году стал одним из голосов мобильного навигатора 2ГИС.

## Переводы фильмов
В общей сложности Гаврилов перевёл более 2 000 фильмов. Он продолжает заниматься авторским переводом и в настоящее время. В числе одних из последних его работ переводы фильмов «Безумный Макс: Дорога ярости», «Ночной беглец», «Мир юрского периода» и много других современных блокбастеров. В 2017 году был приглашён на озвучивание закадрового текста 3D-версии фильма «Терминатор 2: Судный день», а в 2018 году озвучил официальную прокатную версию фильма «Кикбоксер возвращается».
Широкое распространение в Интернете получил перевод начальной сцены фильма «Кровь и бетон: История любви». 30-секундный монолог в озвучке переводчика стал узнаваемым, на него и по сей день выходит множество пародий.

## Грамзапись. Компания SoLyd Records
В 1993 году Андрей Гаврилов основал издательскую компанию (лейбл) SoLyd Records, которая существует и по сей день.
SoLyd Records выпускает «немассовую» музыку самых разнообразных жанров: архивные и коллекционные записи русского рока («Аквариум», «Крематорий», «Адо»), джаз (трио Ганелин-Тарасов-Чекасин, Алексей Козлов), авангард («Поп-механика» и другие работы Сергея Курёхина), бардовская классика (Владимир Высоцкий, Александр Галич, Булат Окуджава, Вероника Долина, Юлий Ким), world music («Биосинтез»).